# Rublo bielorruso
El rublo bielorruso (en bielorruso: беларускі рубель) es la moneda de curso legal de Bielorrusia. El código ISO 4217 que le pertenece es BYN y se acostumbra a abreviarlo como Br. Un rublo se encuentra dividido en 100 kopeks (капеек, kapiéiek; en singular капейка, kapieika; abreviado kap)
El tipo de cambio del rublo bielorruso se determina en base a una cesta de divisas compuesta por el rublo ruso (con un peso del 60%), el dólar estadounidense (con un peso del 30%) y el renminbi (con un peso del 10%). El euro formó parte de dicha cesta de divisas pero fue excluido en diciembre de 2022 debido a una disminución en el volumen del comercio entre Bielorrusia y la Unión Europea.

## Historia

### Primer rublo, 1992-2000

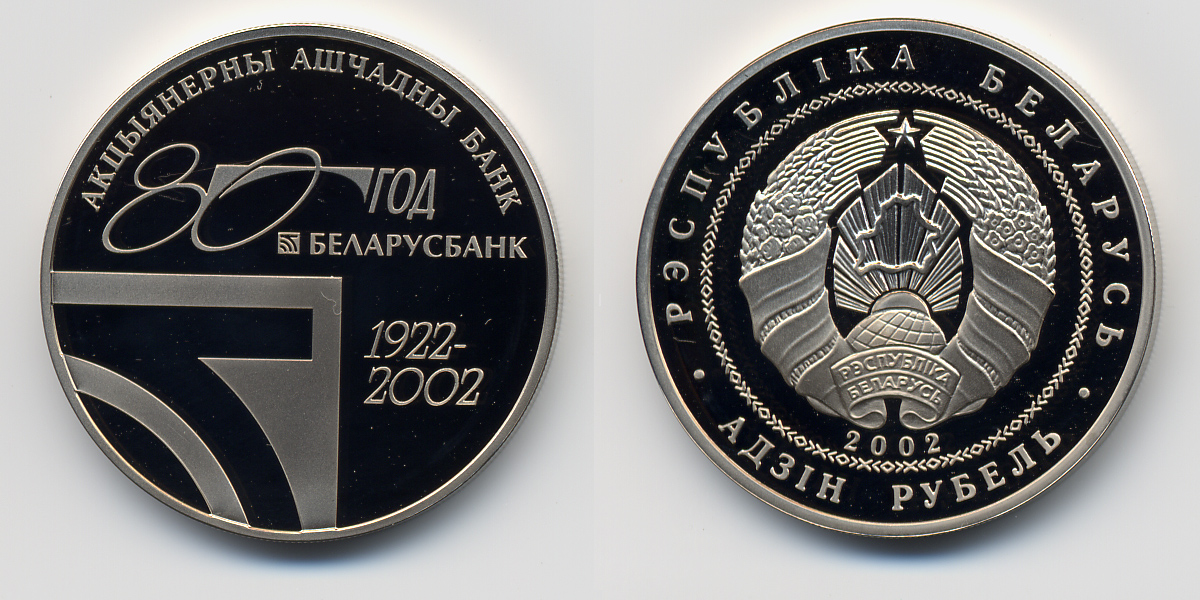
Moneda conmemorativa en el 80 aniversario del Banco Central de Bielorrusia

La necesidad de una moneda propia fue puramente técnica. Los altos niveles de inflación en la Unión Soviética de los últimos años 1980 y principios de los 1990 crearon la necesidad de que los bancos bielorrusos incrementaran la cantidad de dinero físico para las operaciones diarias. La rama bielorrusa del Banco Nacional de la URSS no tenía capacidad ni permiso para imprimir billetes soviéticos, por lo que el gobierno decidió introducir su propia moneda nacional. Desde el fin de la URSS hasta mayo de 1992, el rublo soviético circuló en Bielorrusia junto con el rublo bielorruso. También circularon los nuevos billetes de la reciente Federación Rusa pero fueron sustituidos por billetes emitidos por el Banco Nacional de la República de Bielorrusia en mayo de 1992. Al primer rublo bielorruso se le asignó el código ISO BYB y sustituyó al rublo soviético a razón de 1 BYB = 10 rublos soviéticos. El tiempo de adaptación duró unos dos años hasta que se estableció finalmente el rublo bielorruso.

### Segundo rublo, 2000-2016
En 2000, se introdujo un nuevo rublo con código ISO BYR, sustituyendo al antiguo rublo a razón de 1 BYR = 1.000 BYB. Con esta redenominación se eliminaron tres ceros. Solamente se emitieron billetes, y las únicas monedas acuñadas son conmemorativas para coleccionistas.

### Tercer rublo, 2016-
El 1 de julio de 2016, se introdujo un nuevo rublo con código ISO BYN, sustituyendo al segundo rublo a razón de 1 BYN = 10.000 BYR y dividido en 100 kopeks. Con esta redenominación se eliminaron cuatro ceros a la moneda y por primera vez en la historia del país se acuñaron tanto monedas como billetes en la nueva denominación.

### Integración monetaria conRusia
Desde el comienzo de su presidencia, Alexander Lukashenko sugirió la idea de crear una integración con la Federación Rusa y seguir sus pasos. Desde el principio también surgió la idea de crear una moneda única para la Unión de Rusia y Bielorrusia, de hecho, el artículo 13 del Tratado para la creación de la Unión Estatal de Rusia y Bielorrusia de 1999 contempla una unidad monetaria común. Las discusiones sobre la unión monetaria continúan tras haber llegado a las metas fijadas por ambos países en 2005. A comienzos de 2008, el Banco Central de Bielorrusia anunció que el rublo bielorruso se fijaría al dólar en vez de al rublo ruso.

## Monedas
Ni durante el primer rublo ni durante el segundo rublo se emitieron monedas destinadas a la circulación. Fue a partir de 2016 con la entrada del tercer rublo cuando el país emitió su primera serie de monedas, la cual está compuesta de las siguientes denominaciones:
| Denominación | Emisión | Metal       | Metal        | Forma    | Diámetro (mm.) | Peso (g) | Grosor   | Anverso | Reverso |
| Denominación | Emisión | Anillo      | Centro       | Forma    | Diámetro (mm.) | Peso (g) | Grosor   | Anverso | Reverso |
| ------------ | ------- | ----------- | ------------ | -------- | -------------- | -------- | -------- | ------- | ------- |
| 1 kopek      | 2009-   | Cobre/Acero | Cobre/Acero  | Circular | 15             | 1,55     | Liso     |         |         |
| 2 kopeks     | 2009-   | Cobre/Acero | Cobre/Acero  | Circular | 17,5           | 2,01     | Liso     |         |         |
| 5 kopeks     | 2009-   | Cobre/Acero | Cobre/Acero  | Circular | 19,8           | 2,7      | Liso     |         |         |
| 10 kopeks    | 2009-   | Latón/Acero | Latón/Acero  | Circular | 17,7           | 2,8      | Estriado |         |         |
| 20 kopeks    | 2009-   | Latón/Acero | Latón/Acero  | Circular | 20,35          | 3,7      | Estriado |         |         |
| 50 kopeks    | 2009-   | Latón/Acero | Latón/Acero  | Circular | 22,25          | 3,95     | Estriado |         |         |
| 1 rublo      | 2009-   | Latón/Acero | Latón/Acero  | Circular | 21,25          | 5,6      | Estriado |         |         |
| 2 rublos     | 2009-   | Latón/Acero | Níquel/Acero | Circular | 23,50          | 5,81     | Estriado |         |         |

## Billetes

### Primer rublo
En el año de 1992 se introdujeron billetes en denominaciones de 50 kopeks, 1, 3, 5, 10, 25, 50, 100, 200, 500, 1.000 y 5.000 rublos, seguidos de una nueva denominación de 20.000 BYB en 1994, 50.000 BYB en 1995, 100.000 BYB en 1996, 500.000 BYB en 1998 y 1 y 5 millones de rublos en 1999.

### Segundo rublo
En el año 2000 se introdujeron billetes en denominaciones de 1, 5, 10, 20, 50, 100, 500, 1.000 y 5.000 rublos. En 2001 entraron en circulación nuevas denominaciones de 10.000, 20.000 y 50.000 rublos, seguidos de los de 100.000 BYR en 2005 y de 200,000 BYR en 2012.

### Tercer rublo
En el año 2016 se introdujeron nuevos billetes por valor de 5, 10, 20, 50, 100, 200 y 500 nuevos rublos.